# L'Avellana (les Preses)
L'Avellana és un edifici del municipi de les Preses (Garrotxa) inclosa en l'Inventari del Patrimoni Arquitectònic de Catalunya.

## Descripció
Es tracta d'un edifici recolzat en un turó de forma allargada, teulada a dues vessants i orientat a Sud-oest. En la construcció predominen les pedres volcàniques. A la façana principal hi ha una portal dovellat i un altre que dona a les quadres. També hi ha, com a cos auxiliar de l'edifici, una cisterna del mateix material que la casa.
La part esquerra de la casa s'ajunta a una cabana formant un nou cos on també es troba l'era. A la part dreta hi ha una eixida realitzada recentment, i a la part posterior hi ha un pou cisterna.

## Història
L'Avellana o L'Avellaneda, com abans s'anomenava, es troba documentada per primera vegada el 7 de març del 922 en una escriptura testamentària en que Elionardis, noble del comtat de Besalú, deixa a la seva esposa Ricardis la vil·la de les Preses i dita casa. Ricardis, en casar-se en segones núpcies, fa donació, l'any 960, de la seva propietat al monestir de Bages. Toponímicament el nom ve de les plantacions d'avellaners.